# 21418 Бустос
21418 Бустос (21418 Bustos) — астероїд головного поясу, відкритий 20 березня 1998 року.
Тіссеранів параметр щодо Юпітера — 3,670.